# Operador de moment angular

En mecànica quàntica, l'operador de moment angular és un dels diversos operadors relacionats anàlegs al moment angular clàssic. L'operador de moment angular té un paper central en la teoria de la física atòmica i molecular i altres problemes quàntics que impliquen simetria rotacional. Aquest operador s'aplica a una representació matemàtica de l'estat físic d'un sistema i dona un valor de moment angular si l'estat té un valor definit. Tant en els sistemes mecànics clàssics com en els quàntics, el moment angular (juntament amb el moment lineal i l'energia) és una de les tres propietats fonamentals del moviment.
Hi ha diversos operadors de moment angular: moment angular total (normalment es denota J), moment angular orbital (generalment indicat L) i moment angular d'espín (spin per abreviar, normalment denotada S). El terme operador de moment angular pot referir-se (de manera confusa) al moment angular total o orbital. El moment angular total es conserva sempre, vegeu el teorema de Noether.

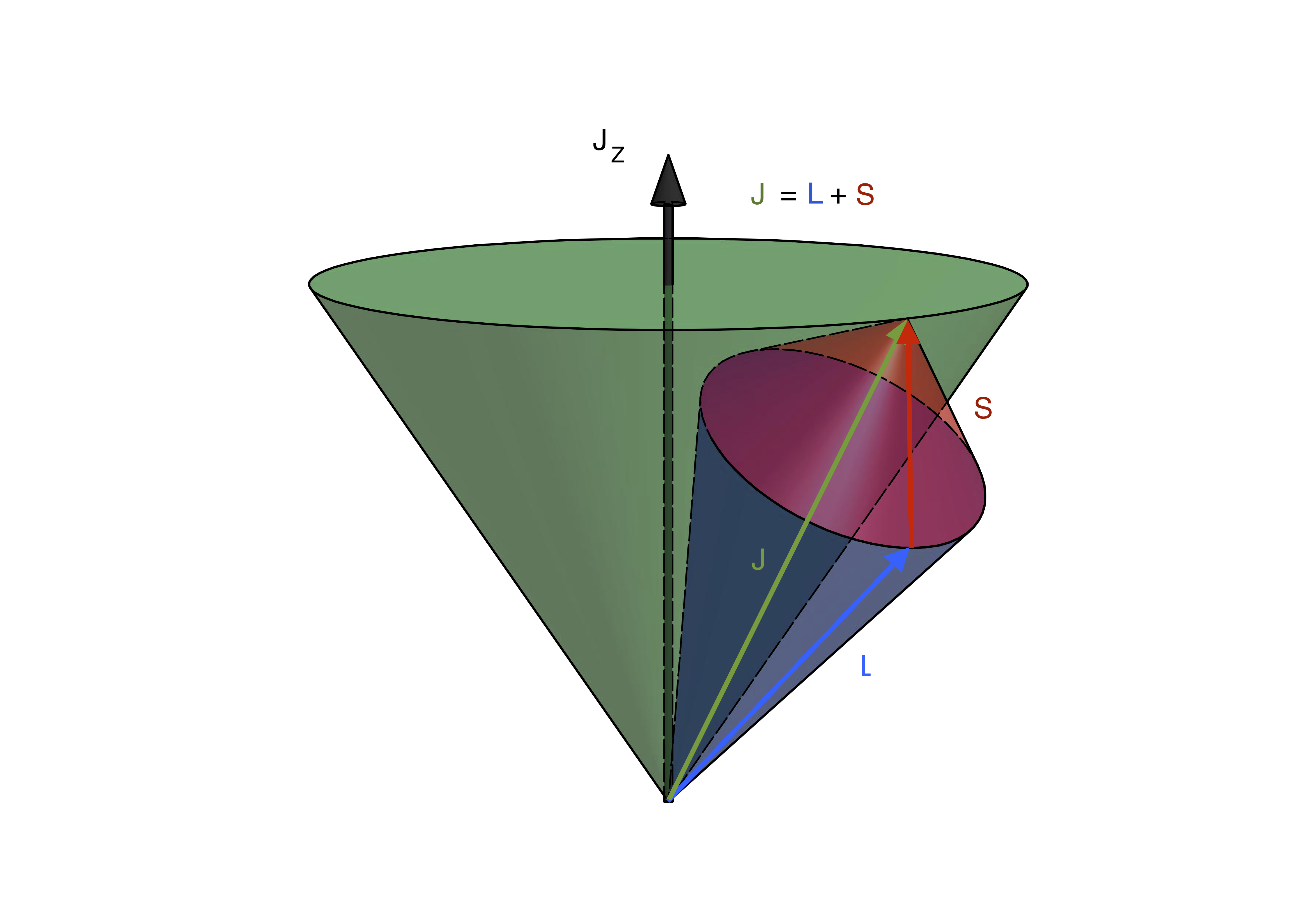
"Cons vectorials" de moment angular total J (verd), orbital L (blau) i espín S (vermell). Els cons sorgeixen a causa de la incertesa quàntica entre mesurar els components del moment angular.

## Visió general
En mecànica quàntica, el moment angular pot referir-se a una de les tres coses diferents, però relacionades.

### Moment angular orbital
La definició clàssica del moment angular és {\displaystyle \mathbf {L} =\mathbf {r} \times \mathbf {p} }. Els homòlegs mecànics quàntics d'aquests objectes comparteixen la mateixa relació:{\displaystyle \mathbf {L} =\mathbf {r} \times \mathbf {p} }on r és l'operador de posició quàntica, p és l'operador de moment quàntic, × és el producte creuat i L és l'operador de moment angular orbital. L (igual que p i r) és un operador vectorial (un vector els components del qual són operadors), és a dir {\displaystyle \mathbf {L} =\left(L_{x},L_{y},L_{z}\right)} on L x, L y, L z són tres operadors mecànics quàntics diferents.
En el cas especial d'una partícula única sense càrrega elèctrica i sense espín, l'operador de moment angular orbital es pot escriure en la base de la posició com:{\displaystyle \mathbf {L} =-i\hbar (\mathbf {r} \times \nabla )}on ∇ és l'operador diferencial vectorial, del.

### Moment angular de spin
Hi ha un altre tipus de moment angular, anomenat moment angular de spin (més sovint escurçat a spin ), representat per l'operador de spin {\displaystyle \mathbf {S} =\left(S_{x},S_{y},S_{z}\right)}. El gir sovint es representa com una partícula que gira literalment al voltant d'un eix, però això només és una metàfora: l'analògic clàssic més proper es basa en la circulació d'ones. Totes les partícules elementals tenen un espín característic (els bosons escalars tenen espín zero). Per exemple, els electrons sempre tenen "spin 1/2" mentre que els fotons sempre tenen "spin 1".

### Moment angular total
Finalment, hi ha el moment angular total {\displaystyle \mathbf {J} =\left(J_{x},J_{y},J_{z}\right)}, que combina tant el gir com el moment angular orbital d'una partícula o sistema:{\displaystyle \mathbf {J} =\mathbf {L} +\mathbf {S} .}La conservació del moment angular estableix que J per a un sistema tancat, o J per a tot l'univers, es conserva. Tanmateix, L i S no es conserven generalment. Per exemple, la interacció gir-òrbita permet que el moment angular es transfereixi cap endavant i cap enrere entre L i S, amb la J total restant constant.